# Emilio Roncarolo
Emilio Roncarolo (1884 – 1954) è stato un direttore della fotografia, regista e operatore cinematografico italiano.

## Biografia
Iniziò come operatore alla SAFFI-Comerio, poi divenuta Milano Films. Nella casa gli fu affidato il ruolo di direttore tecnico e curò la fotografia di molte produzioni su tutte L'Inferno del 1911, dove utilizzò molti trucchi ed effetti speciali molto originali per l'epoca, come i flashback.
Passò poi alla Musical Film dove curò la direzione della fotografia del film Tre pecore viziose del 1915 interpretato da Eduardo Scarpetta. Successivamente fondò una propria casa cinematografica a Napoli, la Vomero Film che ebbe al suo attivo solo tre produzioni, due delle quali furono film diretti dallo stesso come Sotto il bacio del fuoco (1915) e Echi di squilli e trofei di vittoria (1916).
In seguito passò ad altre case cinematografiche come la Proteus Film e la Raggio Film.
Nel periodo sonoro, Roncarolo sperimentò un sistema di visualizzazione a colori, detto Sistema Roncarolo, nel film Il cardinale Lambertini del 1934 di Parsifal Bassi in cui sono inserite delle sequenze a colori e nel mediometraggio Il museo dell'amore del 1935 di Mario Baffico, girato interamente a colori.

## Filmografia

### Direttore della fotografia
- L'Inferno, regia di Francesco Bertolini, Giuseppe De Liguoro e Adolfo Padovan (1911)
- L'Odissea, regia di Francesco Bertolini, Giuseppe De Liguoro e Adolfo Padovan (1911)
- Tre pecore viziose, regia di Gino Rossetti (1915)
- La valanga, regia di Francesco Bertolini (1919)
- Il principe mascherato, regia di Vitale De Stefano (1920)
- San-Zurka-San, regia di Elettra Raggio (1920)
- Con l'amore e con l'ala, regia di Giulio Donadio (1921)
- La leggenda delle Dolomiti, regia di Guglielmo Zorzi (1923)
- Tempesta nel nido, regia di Nino Valentini (1926)

### Regista
- Sotto il bacio del fuoco (1915)
- Echi di squilli e trofei di vittoria (1916)